# 曳航ソナー

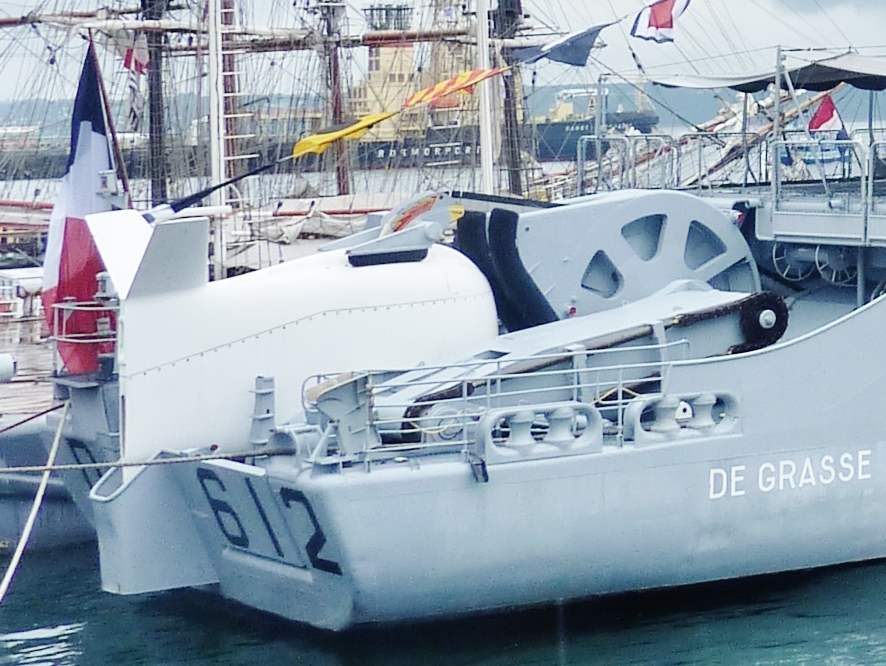
フランス海軍「ド・グラース」搭載のSLASM（VDS+TASS）

曳航式アレイ・ソナー（英語: towed array sonar system, TASS）は、直線配列の受波器（ハイドロフォン）を自艦から離して曳航する方式のパッシブ・ソナー。

## 来歴
アメリカ海軍は、1960年代より、リニアアレイ・ソナーを用いた長距離探知の研究に着手した。まず第一世代のシステムとして、1967年にAN/SQR-14、1971年にAN/SQR-15が配備された。また1970年代末からは戦術レベルのTACTASS、1984年からは戦略レベルのSURTASSが配備された。その後、潜水艦の静粛化が進むにつれて、パッシブ・ソナーだけでは探知が困難となったことから、可変深度ソナー（VDS）からの送波とTASSからの受波を組み合わせる形態も開発されている。

## 設計

### 長大なアレイ
曳航式アレイは、船体からの距離と指向性によって曳航船の水中放射雑音からの影響を軽減し、ソナーの受波器入口雑音レベルの抑制が期待できる。またアレイ長が艦船の規模によって制約されないことから、必要に応じて長くすることで低周波に対応できる。例えば戦略レベルの対潜戦のための広域捜索に用いられるAN/UQQ-2 SURTASSでは、ソナー・アレイは8,575フィート (2,614 m)、曳航ケーブルは6,000フィート (1,800 m)という長大なものである。また調査船に搭載しての海底地質調査にも用いられており、地震探査のストリーマ（streamer）は、通常、24組以上のハイドロフォンを取り付けた長さ数百フィートのケーブルで構成され、全長8,000フィート (2,400 m)に達する。
しかし一方で、特にアレイを長くした場合、曳航中の母艦の運動性が制約されるほか、巻出し・巻取りに時間がかかるという問題もあった。また、特にアレイが長大なSURTASSでは、荒天時には艦の動揺によって曳航アレイの直線性が維持できずに探知効率が低下する問題があり、SWATH船（小水線面積双胴船）を採用するなど船型上の工夫がなされた。

### アンビギューティ
曳航式アレイにおいては、音波を探知しても、線上のアレイに対してどのような角度をなすかしか分からず、上下左右のどの方向から来たかが分からないというアンビギューティ（ambiguity, AMBI）の問題がある。このため、目標の音を探知した場合、母艦の側が変針することで探知目標の方位を変え、交差方位法で目標方位を得ることがある。このように真の目標方位を決定することをアンビギューティ除去（アンビ除去）と称する。
ただし曳航式アレイでは、アレイが直線状であるという前提でビーム形成を行なっているため、変針のあと艦をしばらく直進させて、アレイを直線状に戻さなければ探知を再開できない問題がある。これに対し、アレイの途中に深度センサーと方位センサーを組み込むことで、変針中でもアレイを複数の曲線の組み合わせとして表現し、ビーム形成を可能とした機種もある。
またアンビギューティの問題についても、線状に配列する各ハイドロフォンを3個ないし4個一組とすることで指向性をもたせることで対応した機種も出現している。ただしアレイの中に3～4個のハイドロフォンを近接して配置して左右判別のためのビームを形成することは、音響的にわずかな位相のずれしかない信号同士の差分をとることになり、到来する音響信号に対する感度を著しく低下させるという指摘もあり、一般化してはいない。

### 曳航式アレイの雑音
曳航式アレイは、ハイドロフォン表面の境界層の圧力変化による単純なフローノイズのほか、アレイや曳航ケーブル自体に起因する種々の自己雑音の影響を受ける。特に曳航に伴う振動に起因する、ハイドロフォンアレイに対する加速度応答、アレイの上下運動による水圧の変動、フレキシブルホース内の油の圧力変化、振動している曳航ケーブルから発生する過流などが問題となる。
日本の86式えい航式パッシブソーナーOQR-1の際には、受波器振動の大小が発生電流の強弱、すなわちノイズの大小に直結することから、技術研究本部では受波器の感度抑制手段を確立してこの問題を解決した。またアレイを太くすることで、アレイ表面からハイドロフォンまでの距離を取り、流体雑音を低減することもできるが、低周波に対応するためアレイが長くなっていることから、収容・運用面からはアレイは細いほうが望ましいとされる。アメリカ海軍の潜水艦では、流体雑音が比較的低い低速時には長く細いアレイを、流体雑音が増大する高速時には太く短いアレイを使い分けている。

## 代表的な機種
- アメリカ合衆国
  - AN/SQR-18/19 TACTASS
  - AN/UQQ-2 SURTASS
  - AN/SQR-20 MFTA
- イギリス
  - 2031型ソナー
  - 2087型ソナー
- イギリス /  フランス
  - ATAS
- フランス
  - DSBV-61/62
  - DSBX-1 SLASM
  - CAPTAS
- 日本
  - 86式えい航式パッシブソーナーOQR-1